# Poemenesperus laetus
Poemenesperus laetus es una especie de escarabajo longicornio del género Poemenesperus, tribu Tragocephalini, subfamilia Lamiinae. Fue descrita científicamente por Thomson en 1858.
Se distribuye por Camerún, Gabón y República Democrática del Congo. Mide aproximadamente 10-17 milímetros de longitud.